# Der Telefon Anruf

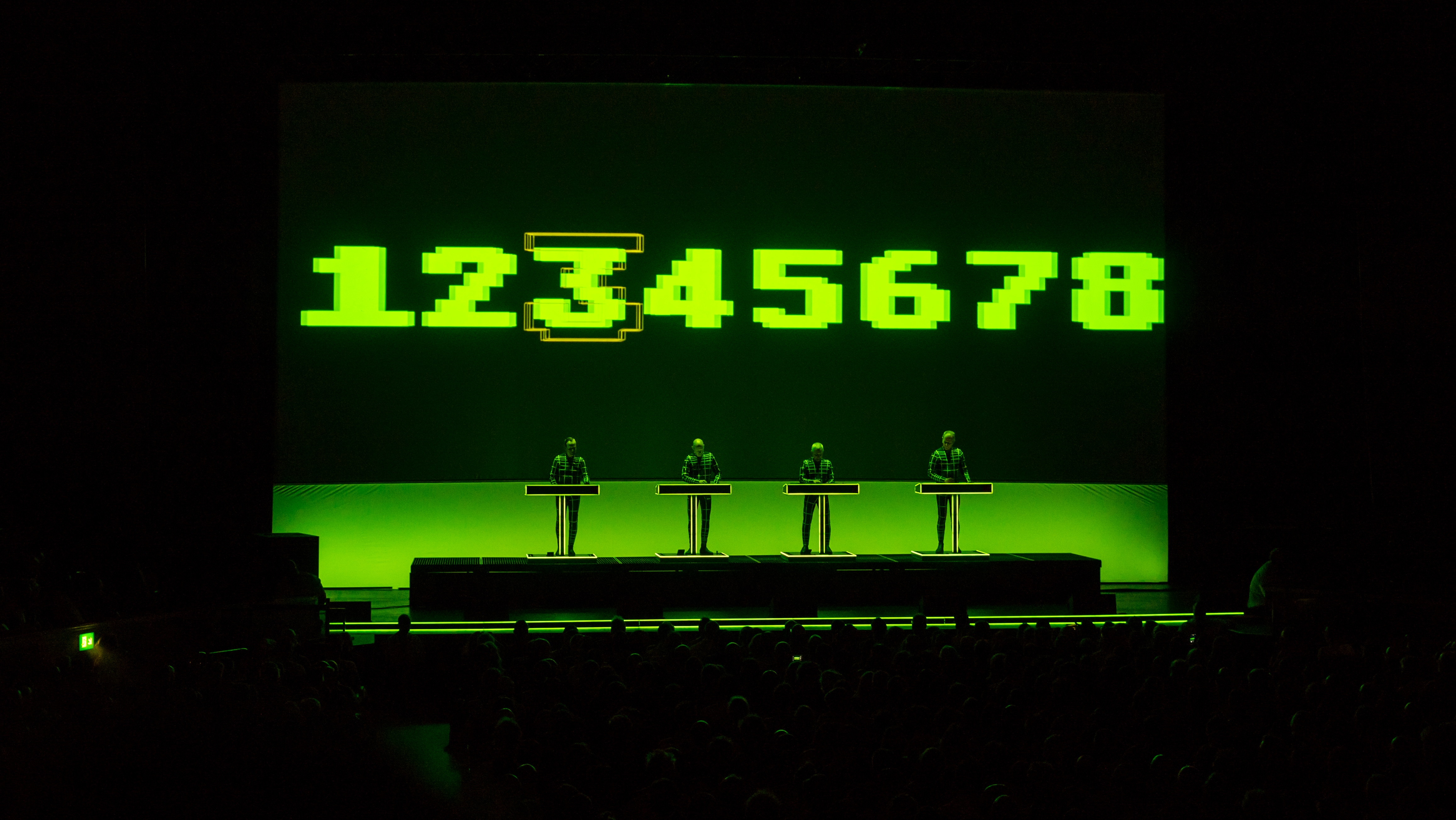
Kraftwerk

Der Telefon Anruf – utwór muzyczny niemieckiej grupy Kraftwerk, wydany na ich albumie Electric Cafe w 1986 roku.
Piosenkę stworzyli Ralf Hütter, Florian Schneider oraz Karl Bartos i jest to jedyny utwór Kraftwerk, w którym Bartos obejmuje główny wokal. Powstały dwie wersje językowe piosenki: niemiecka i angielska („The Telephone Call”), a francuski DJ François Kevorkian stworzył także jej remix. Nagranie zostało wydane jako drugi i ostatni singel z płyty Electric Cafe na początku 1987 roku i nie było sukcesem na listach przebojów.

## Lista ścieżek
- Singel 7-calowy (Wersja niemiecka)

A. „Der Telefon Anruf” (Remix) – 3:49
B. „The Telephone Call” (Remix) – 3:49
- Singel 7-calowy (Wersja angielska)

A. „The Telephone Call” – 3:47
B. „Der Telefon Anruf” (German Version) – 3:47
- Singel 12-calowy (Wersja niemiecka)

A. „Der Telefon Anruf” (Remix) – 8:12
B1. „House Phone” – 4:54
B2. „The Telephone Call” (Remix) – 3:49
- Singel 12-calowy (Wersja angielska)

A. „The Telephone Call” (Remix) – 8:12
B1. „House Phone” – 4:54
B2. „Der Telefon Anruf” (German Version) – 3:47

## Pozycje na listach
| Kraj            | Pozycja |
| --------------- | ------- |
| Wielka Brytania | 89      |